# 象脚王兰
象脚王兰（学名：Yucca elephantipes）为天门冬科、龙舌兰亚科、王兰属下的一个种。